# Semporna
Huyện Semporna là một huyện thuộc bang Sabah của Malaysia. Huyện Semporna có dân số thời điểm năm 2010 ước tính khoảng 133939 người.